# Nurlan Makenaliev
Nurlan Makenaliev (kirg. Нурлан Макеналиев; ur. 27 listopada 1985) – kirgiski zapaśnik walczący w stylu wolnym. Zajął dziewiąte miejsce na mistrzostwach świata w 2011. Dziesiąty na igrzyskach azjatyckich w 2010 i na mistrzostwach Azji w 2011. Trzeci w Pucharze Świata w 2011 roku.